# Reconvilier
Reconvilier är en ort och kommun i distriktet Jura bernois i kantonen Bern, Schweiz. Kommunen har 2 464 invånare (2023).